# Bara GIF
Bara GIF (Bara Gymnastik o Idrottsförening) är en idrottsförening från tätorten Bara i Skåne ca 10 km öster om Malmö, klubben har cirka 400 medlemmar.
Klubben startades 1966 av Hans "Hasse" Hardenstedt. Från början omfattades klubben bara av gymnastik, där en eldsjäl till, vid namn Erling Nielsen huserade. I början av 70-talet startades fotbollen av bl.a Curt Johansson. Klubben omfattades då endast av ett lag, där alla fotbollsintresserade ungdomar spelade. När orten byggdes ut ökade också mängden lag inom fotbollen, samt det startades flera sektioner såsom miniracing, volleyboll, handboll och pingis.
Numera är det bara fotbollen som både existerar i klubben samt har tävlingsverksamhet. Bara GIF:s herrlag spelar just nu i Division 6 efter att ha blivit degraderade från Division 5 säsongen 2024. Säsongen 2023 blev man seriesegrare i Division 6.
Bara GIF:s främsta rivaler är klubbarna runt om i Svedala kommun. De klubbar som är Bara GIF:s främsta rivaler i kommunen är Svedala IF och Klågerups GIF.

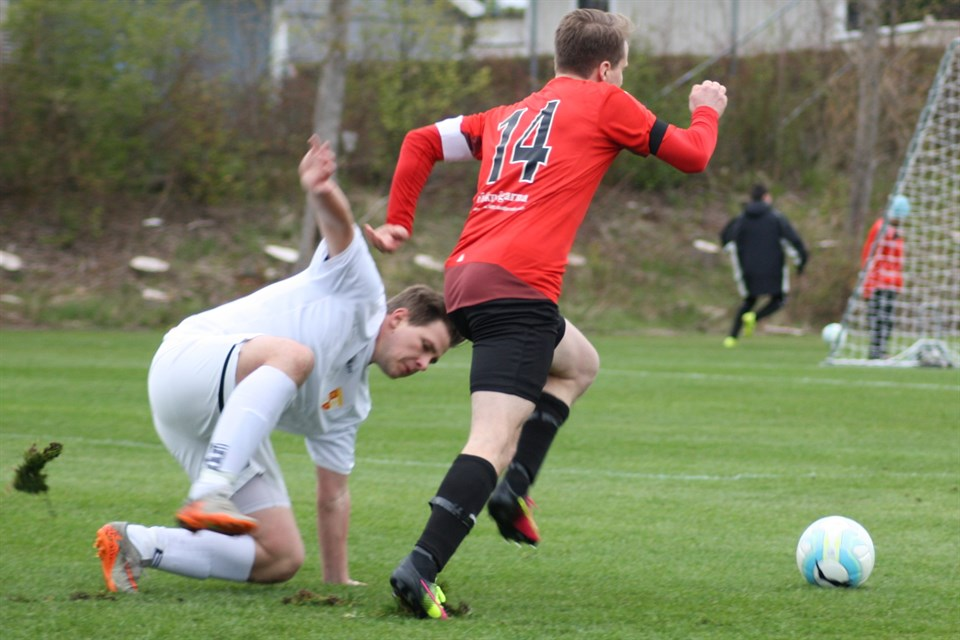
Bara GIF i derbyt hemma mot Klågerups GIF 2016.

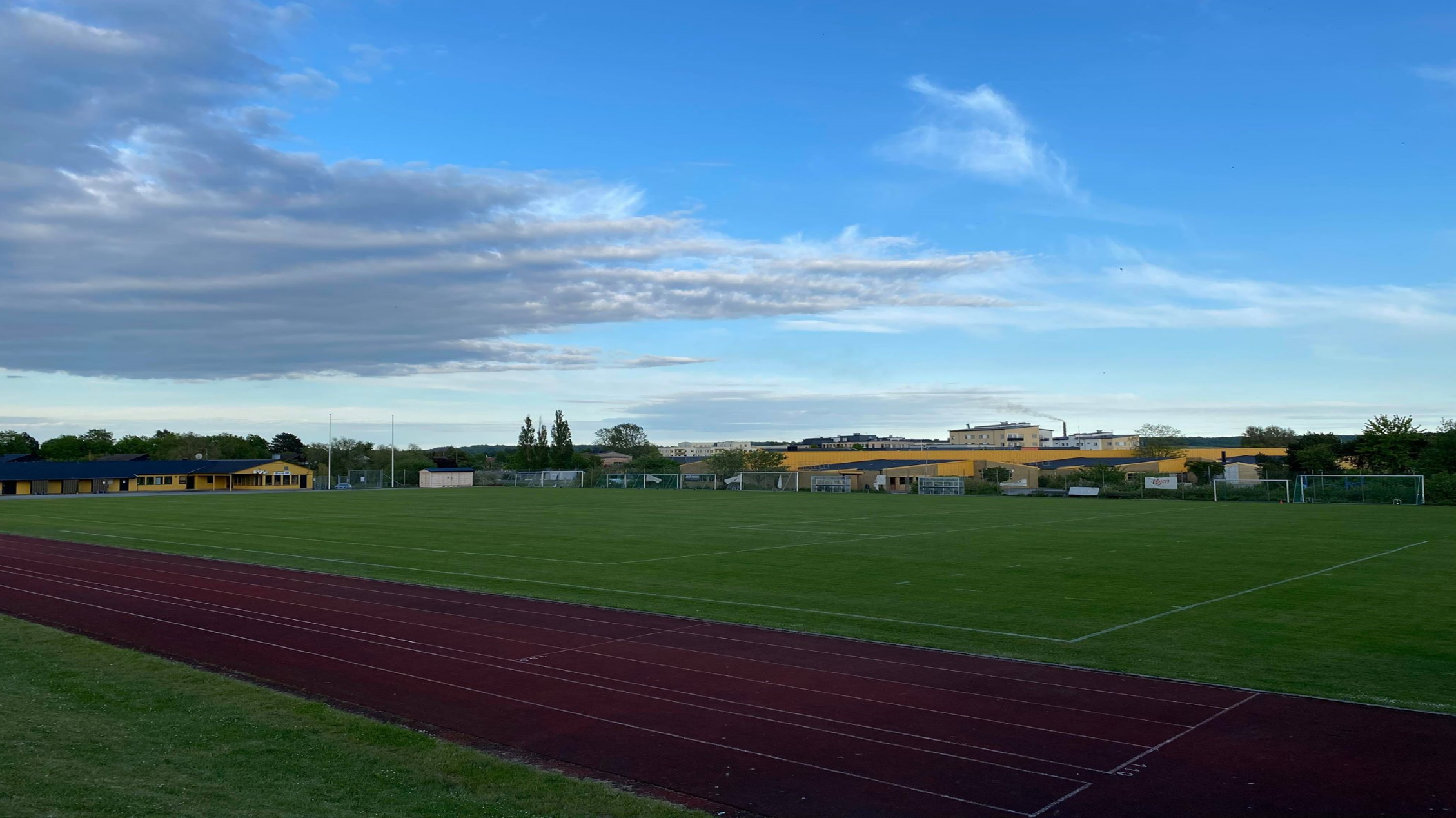
Bara Idrottsplats i Bara.

## Framgångar
Då Bara GIF är en väldigt liten klubb så har klubben aldrig varit speciellt högt uppe i seriesystemet, däremot nådde klubben stora framgångar åren 2003 och 2005 när man kvalificerade sig för Svenska Cupen i fotboll.
2003: Bara GIF ställdes mot Ljungby IF hemma på grusplanen Värbyplanen. Matchen slutade 2-3 till Ljungby IF efter Golden goal i förlängningspel.
2005: Bara GIF ställdes mot Kvibille BK hemma på grusplanen Värbyplanen. Matchen slutade 2-0 till Bara GIF och man kvalificerade sig för omgång 2. I omgång 2 lottades Bara GIF mot den gamla storklubben IK Sleipner, matchen där slutade 0-6 till IK Sleipner.

## Bara GIF:s säsonger i seriesystemet
| Säsong | Nivå   | Division   | Avdelning         | Plats | Flytt                             |
| ------ | ------ | ---------- | ----------------- | ----- | --------------------------------- |
| 1999   | Nivå 7 | Division 5 | Skåne Sydvästra   | 10:a  |                                   |
| 2000   | Nivå 7 | Division 5 | Skåne Sydvästra B | 1:a   | Uppflyttade                       |
| 2001   | Nivå 6 | Division 4 | Skåne Södra       | 4:a   |                                   |
| 2002   | Nivå 6 | Division 4 | Skåne Södra       | 4:a   |                                   |
| 2003   | Nivå 6 | Division 4 | Skåne Södra       | 6:a   |                                   |
| 2004   | Nivå 6 | Division 4 | Skåne Södra       | 9:a   | Nedflyttade                       |
| 2005   | Nivå 7 | Division 5 | Skåne Sydvästra   | 1:a   | Uppflyttade                       |
| 2006   | Nivå 6 | Division 4 | Skåne Södra       | 9:a   | Nerflyttningskval - Nerflyttade   |
| 2007   | Nivå 7 | Division 5 | Skåne Mellersta   | 2:a   | Uppflyttningskval - Uppflyttade   |
| 2008   | Nivå 6 | Division 4 | Skåne Södra       | 11:a  | Nedflyttade                       |
| 2009   | Nivå 7 | Division 5 | Skåne Sydvästra   | 8:a   |                                   |
| 2010   | Nivå 7 | Division 5 | Skåne Sydvästra   | 7:a   |                                   |
| 2011   | Nivå 7 | Division 5 | Skåne Sydvästra   | 9:a   | Nerflyttningskval - Nedflyttade   |
| 2012   | Nivå 8 | Division 6 | Skåne Sydvästra   | 1:a   | Uppflyttade                       |
| 2013   | Nivå 7 | Division 5 | Skåne Sydvästra A | 9:a   | Nerflyttningskval - Stannade kvar |
| 2014   | Nivå 7 | Division 5 | Skåne Sydvästra B | 7:a   |                                   |
| 2015   | Nivå 7 | Division 5 | Skåne Sydvästra A | 11:a  | Nedflyttade                       |
| 2016   | Nivå 8 | Division 6 | Skåne Södra       | 4:a   | Uppflyttningskval - Uppflyttade   |
| 2017   | Nivå 7 | Division 5 | Skåne Södra       | 8:a   |                                   |
| 2018   | Nivå 7 | Division 5 | Skåne Sydvästra   | 6:a   |                                   |
| 2019   | Nivå 7 | Division 5 | Skåne Sydvästra   | 7:a   |                                   |
| 2020   | Nivå 7 | Division 5 | Skåne Södra       | 7:a   |                                   |
| 2021   | Nivå 7 | Division 5 | Skåne Södra       | 12:a  | Nedflyttade                       |
| 2022   | Nivå 8 | Division 6 | Skåne Sydvästra B | 3:a   | Uppflyttningskval - Stannade kvar |
| 2023   | Nivå 8 | Division 6 | Skåne Sydvästra A | 1:a   | Uppflyttade                       |
| 2024   | Nivå 7 | Division 5 | Skåne Södra       | 11:a  | Nedflyttade                       |
| 2025   | Nivå 8 | Division 6 | Skåne Sydvästra B |       | Säsongen pågår                    |

## Kända personer som spelat/varit aktiva i Bara GIF
Patrik Ekwall, Jörgen Ohlsson, Anders Palmér, Niclas Kindvall, Thommie Persson